# Time 100: Danh sách nhân vật ảnh hưởng nhất trên thế giới năm 2011
Danh sách nhân vật ảnh hưởng nhất trên thế giới năm 2011 là một bản danh sách bình chọn những nhân vật ảnh hưởng đến thế giới trong năm 2011 do tạp chí TIME (Mỹ), công bố vào năm 2011.

## Nhân vật của năm 2011
- Người Biểu tình

## Danh sách
- Wael Ghonim
- Joseph Stiglitz
- Reed Hastings
- Amy Poehler
- Geoffrey Canada
- Mark Zuckerberg
- Peter Vesterbacka
- Angela Merkel
- Julian Assange
- Ron Bruder
- Lamido Sanusi
- Colin Firth
- Amy Chua
- Joe Biden
- Jennifer Egan
- Kim Clijsters
- Ahmed Shuja Pasha
- Aung San Suu Kyi
- Cory Booker
- Gabrielle Giffords
- Katsunobu Sakurai
- Michelle Obama
- Paul Ryan
- Ai Weiwei
- Rob Bell
- Fathi Terbil
- Dilma Rousseff
- Tom Ford
- Liang Guanglie
- Sue Savage-Rumbaugh
- Takeshi Kanno
- Nicolas Sarkozy
- Michele Bachmann
- Saad Mohseni
- Chris Christie
- Matthew Weiner
- Lisa Jackson
- Jean-Claude Trichet
- Justin Bieber
- Prince William and Kate Middleton
- Joe Scarborough
- Blake Lively
- Hillary Clinton
- Muqtada al-Sadr
- Anwar al-Awlaki
- Kim Jong Un
- Saif al-Islam Gaddafi
- Hassan Nasrallah
- Nathan Wolfe
- Oprah Winfrey
- Sergio Marchionne
- Mahendra Singh Dhoni
- Felisa Wolfe-Simon
- Esther Duflo
- Rain
- Larry Page
- Mia Wasikowska
- David Cameron
- John Lasseter
- Maria Bashir
- Mukesh Ambani
- Chris Colfer
- Major General Margaret Woodward
- Bruno Mars
- David and Charles Koch
- Hung Huang
- General David Petraeus
- Matt Damon and Gary White
- Cecile Richards
- George R.R. Martin
- Marine Le Pen
- Grant Achatz
- Feisal Abdul Rauf
- El Général
- Jamie Dimon
- Heidi Murkoff
- Sting
- Jonathan Franzen
- V.S. Ramachandran
- Michelle Rhee
- Mark Wahlberg
- Rebecca Eaton
- Xi Jinping
- Kathy Giusti
- Arianna Huffington
- Barack Obama
- Lionel Messi
- Azim Premji
- Aruna Roy
- Ray Chambers
- Scott Rudin
- John Boehner
- Derrick Rossi
- Hu Shuli
- Benjamin Netanyahu
- Ayman Mohyeldin
- Charles Chao
- Bineta Diop
- Dharma Master Cheng Yen
- Patti Smith